# Lily (Schiff)
Die Lily war ursprünglich ein Zweimastschoner, der 1934 für den Film „Die Meuterei auf der Bounty“ mit den Schauspielern Clark Gable und Charles Laughton zum Dreimaster Bounty umgebaut wurde.

## Schiffsdaten
Lily wurde von der Werft Dickie Brothers in San Francisco entworfen und dort 1882 für die Reederei J.C. Hawley gebaut. Sie hatte ein Schwesterschiff Ivy. Die Länge über alles betrug 31,25 m, die Breite 8,78 m und der maximale Tiefgang 2,68 m.

## Betrieb
Den zeitgenössischen Zeitungsberichten von der Westküste nach hatte Lily ein bewegtes Dasein.
Nach der Indienststellung stellte man schnell fest, dass das Rigg überdimensioniert war. Vom Hauptmast wurden 2 Meter, vom Fockmast entsprechend weniger abgenommen. 1895 wurde sie vom Robbenjäger zum Societyracer. 1909 musste sie, von Oregon kommend, einen Wintersturm vor San Francisco abwettern.
Lily hatte mehrere „Filmkarrieren“. Schon 1921 war die erste beendet, als ihr Verkauf bekanntgegeben wurde. Nach einem kurzen Ausflug nach Mexico kaufte ein Captain All den Schoner für Geschäfte in Nicaragua.
Dem Anschein nach waren diese Geschäfte, unter anderem Schnapstransport, nicht immer legal und Captain All verlor Lily an den kanadischen Staat.
In den späten 1920ern war Lily wieder im Filmgeschäft aktiv. Sie war zum Beispiel in den Filmen Unsichtbare Fesseln
mit Greta Garbo und The Ship from Shanghai
beteiligt.
Die Filmproduktionsgesellschaft Metro-Goldwyn-Mayer ließ Lily bis 1934 von der California Shipbuilding Corporation in Wilmington, Kalifornien zu einem seetüchtigen Dreimast-Vollschiff umbauen. Als Bounty fuhr das Schiff gemeinsam mit dem zweiten Schiff der Produktion, Nanuk, Darstellerin der Pandora
für Filmaufnahmen am Originalschauplatz von Los Angeles nach Tahiti.
Erst 1946 wird vom Ende der Filmkarriere berichtet. Lily wird „der Hollywood-Lebkuchen abgenommen“ und sie wird wieder zum Schoner umgebaut, um Anglern eine Basis im Catalina Kanal vor Los Angeles zu bieten.
Einige Fotos und Zeichnungen der Lily sind in JaySea's blog The First Bounty Replica zu finden.